# Carapeços
Carapeços es una freguesia portuguesa del concelho de Barcelos, con 5,00 km² de área y 2186 habitantes (2001). Densidad de población: 437,2 hab/km².

## Patrimonio
- Castro de Monte Castro